# أندرو شابيرو
أندرو شابيرو (بالإنجليزية: Andrew Shapiro)‏ هو كاتب أغاني وملحن أمريكي، ولد في 5 سبتمبر 1975 في نيويورك في الولايات المتحدة.

## وصلات خارجية
- أندرو شابيرو على موقع IMDb (الإنجليزية)
- أندرو شابيرو على موقع ميوزك برينز (الإنجليزية)
- أندرو شابيرو على موقع ديسكوغز (الإنجليزية)